# بروش (استان کرجالی)
بروش (به بلغاری: Brosh) یک منطقهٔ مسکونی در بلغارستان است که در شهرستان کاردژالی واقع شده‌است.